# لامبورگینی ال‌ام‌ای۰۰۲
لامبورگینی ال‌ام‌ای۰۰۲ (به انگلیسی: Lamborghini LMA002؛ Lamborghini Mimran Anteriore 002؛ لامبورگینی، میمران، موتور جلو 002) یک نمونه اولیه خودروی آفرود بود که توسط لامبورگینی طراحی و ساخته شد درحالی‌که این شرکت توسط پاتریک میمران ۲۶ ساله در آن زمان رهبری می‌شد. این مدل دنباله‌دار ال‌ام۰۰۱ بود و نخستین بار در نمایشگاه خودرو ژنو در سال ۱۹۸۲ ارائه شد.
لامبورگینی در نهایت با دیدن مشکلات طراحی اولیه خود (چیتا و ال‌ام۰۰۱)، تصمیم گرفت موتور را به جلو منتقل کند. این نیاز به طراحی دوباره کل شاسی داشت. همچنین این نخستین باری بود که موتور وی۱۲ کانتاش واقعاً در یک خودروی آفرود استفاده شد که ۳۳۲ اسب بخار ترمز (۲۴۸ کیلووات؛ ۳۳۷ اسب بخار متری) و ۳۱۴ پوند-فوت (۴۲۶ نیوتن متر) گشتاور تولید می‌کرد که به‌طور قابل‌توجهی قدرت بیشتری نسبت به پیشینیان خود داشت. در طراحی دوباره از یک قاب فولادی لوله‌ای استفاده شد و وزن کلی را حدود ۵۰۰ تا ۲٬۶۰۰ کیلوگرم (۵٬۷۳۲ پوند) افزایش داد. حرکت موتور همچنین فضای زیادی را در عقب آزاد کرد که فضای کافی برای جا دادن ۶ سرنشین دیگر را برای مجموع ۱۱ سرنشین فراهم کرد.
افزایش وزن نیاز به طراحی دوباره سامانه تعلیق و افزودن فرمان برقی داشت. جعبه‌دنده پنج سرعته با کلاچ هیدرولیک استفاده شد. همچنین، برای نخستین بار قابلیت‌های چهار چرخ متحرک را می‌توان خاموش کرد و به خودرو این امکان را می‌دهد که در صورت تمایل، فقط به چرخ‌های عقب تبدیل شود. دیفرانسیل جلو حداکثر ۲۵ درصد قفل را ارائه می‌کرد، درحالی‌که دیفرانسیل‌های عقب و وسط می‌توانستند تا ۷۵ درصد قفل شوند. دیفرانسیل مرکزی همچنین می‌تواند به صورت مکانیکی برای شدیدترین خارج از جاده قفل شود. پانل‌های بدنه همگی بسیار مستقیم و مسطح بودند تا اضافه شدن پوشش زرهی را تسهیل کنند و کل سقف و درها را می‌توان برداشت.
در آن زمان، گزارش شد که ال‌ام‌ای در رقابتی برای قرارداد نظامی عربستان سعودی میان ۵۰۰ تا ۱۰۰۰ خودرو برنده شده‌است، به‌طوری که لامبورگینی پیش‌بینی می‌کند سطح کارکنان خود را ۳۰ درصد افزایش دهد. این سفارش محقق نشد و تنها ال‌ام‌ای۰۰۲ تولید خواهد شد. با این حال، پس از تغییرات و تنظیمات بسیار، طراحی با نام ال‌ام۰۰۲ وارد تولید سری شد.

## تسلیحات
یک عکس از یک ال‌ام‌ای۰۰۲ در حال نصب یک توپ خودکار ۲۵ میلی‌متری Oerlikon از نوع KBA وجود دارد که احتمالاً یک ماکت است. این تسلیحات خاص بر روی طیف وسیعی از وسایل نقلیه نظامی مانند IFVها، APCها، هلیکوپترها و شناورهای نیروی دریایی نصب شد. حالت‌های آتش نیمه‌خودکار و تمام‌خودکار با سرعت شلیک ۶۰۰ گلوله در دقیقه است. این سلاح می‌تواند طیف گسترده‌ای از مهمات از جمله گلوله‌های APDS و APFSDS را شلیک کند.